# See You in My Nightmares
See You in My Nightmares — песня американского хип-хоп артиста Канье Уэста с его четвёртого студийного альбома «808s & Heartbreak». Исполнена совместно с рэпером Лил Уэйном. Трек не издан в качестве сингла, но попал в чарты Канады и США благодаря цифровой дистрибуции. Песня была отправлена на мейнстрим-радиостанции 10 марта 2009 года, на остальные радиостанции — 28 февраля 2009 года.

## Позиции в чартах
4 декабря 2008 года трек «See You in My Nightmares» дебютировал в Billboard Hot 100 на 21-м месте, а также занял 27-е место в чарте Pop 100. В канадском чарте Canadian Hot 100 трек занял 22-ю позицию.
| Страна, чарт (2008) | Высшее место |
| ------------------- | ------------ |
| Billboard Hot 100   | 21           |
| Billboard Pop 100   | 27           |
| Canadian Hot 100    | 22           |